# Proclamação presidencial

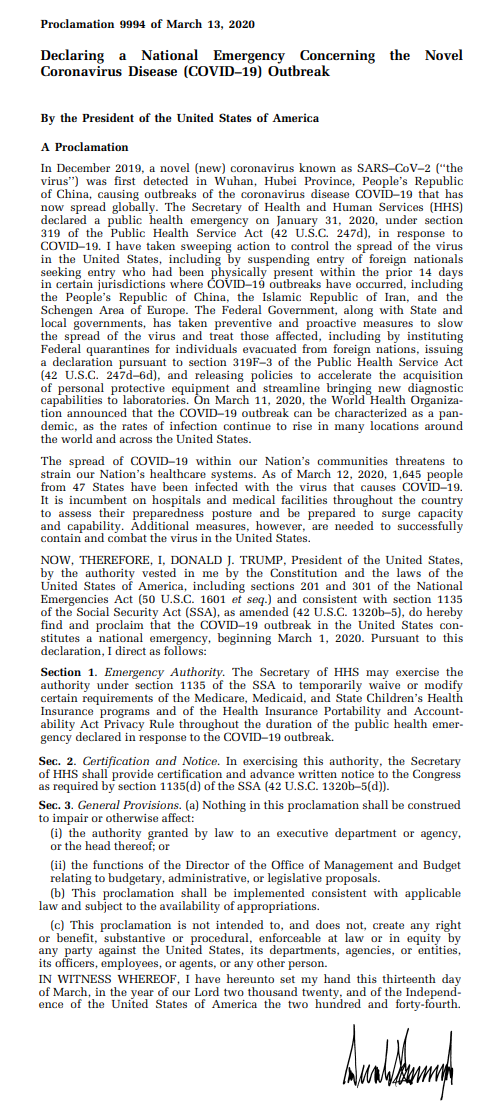
A Proclamação Presidencial 9994, de 13 de março de 2020, referente à pandemia de COVID-19, estabelece a política dos Estados Unidos para "medidas adicionais" para "contornar e combater o vírus", conforme publicado no Federal Register.

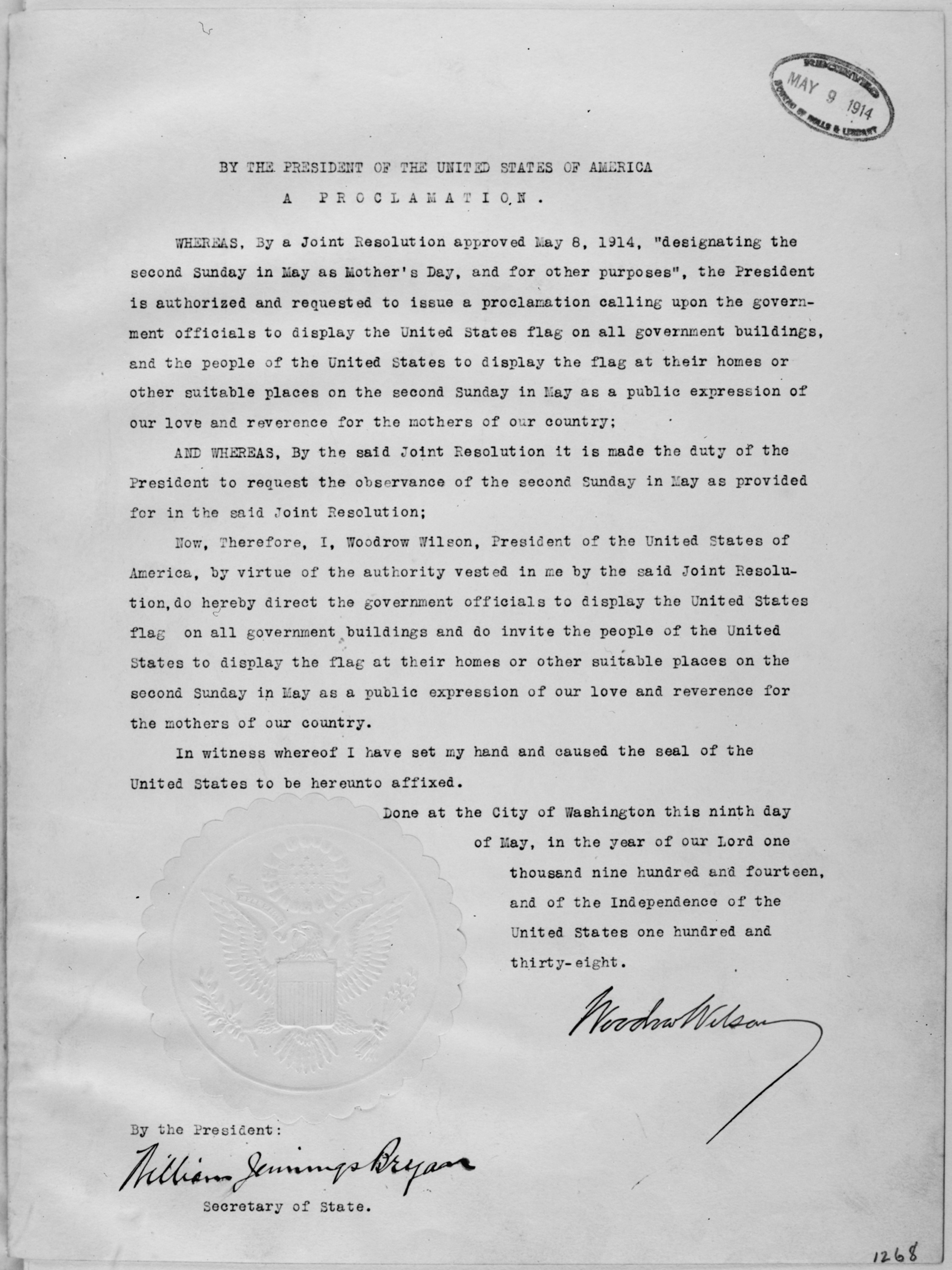
A Proclamação Presidencial 1268, de 9 de maio de 1914, referente ao Dia das Mães.

Nos Estados Unidos, uma proclamação presidencial é uma declaração emitida pelo presidente dos Estados Unidos sobre uma questão de política pública. É um tipo de diretriz presidencial.

## Detalhes
Uma proclamação presidencial é um instrumento que:
- declara uma condição,
- estabelece uma lei e exige sua obediência,
- reconhece um evento, ou
- desencadeia a implementação de uma lei ao reconhecer que as circunstâncias descritas na lei foram realizadas.[1]

As proclamações emitidas pelo presidente se dividem em duas categorias amplas:
1. "Proclamações cerimoniais": designam observâncias especiais ou celebram feriados nacionais.
2. "Proclamações substantivas": geralmente relacionadas à condução de assuntos externos e outros deveres executivos juramentados. Isso pode incluir, mas não se limita a, comércio internacional, execução de controles de exportação, estabelecimento de tarifas ou reserva de terras federais para o benefício público.[2]

A menos que autorizada pelo Congresso dos Estados Unidos, uma proclamação presidencial não tem força de lei. No entanto, se um Ato do Congresso entrar em vigor ao ocorrer um evento contingente, e o presidente proclamar que o evento ocorreu, a proclamação passa a ter força de lei.
As proclamações presidenciais são frequentemente descartadas como uma ferramenta prática para a formulação de políticas, pois são consideradas amplamente cerimoniais ou simbólicas.  O peso administrativo dessas proclamações é sustentado porque muitas vezes são especificamente autorizadas por estatuto do Congresso, tornando-as "poderes unilaterais delegados". Suas emissões ocasionalmente levaram a consequências políticas e históricas importantes no desenvolvimento dos Estados Unidos. A Proclamação de Neutralidade de George Washington em 1793 e a Proclamação de Emancipação de Abraham Lincoln em 1863 foram algumas das proclamações presidenciais mais famosas dos Estados Unidos nesse sentido. O peso jurídico das proclamações presidenciais sugere sua importância para a governança presidencial.
Outras proclamações mais recentes baseadas em políticas também tiveram um impacto substancial na política econômica e doméstica, incluindo a declaração de Bill Clinton de terras federais como monumentos nacionais e a declaração de George W. Bush das áreas afetadas pelo furacão Katrina como zonas de desastre.
As proclamações também são usadas, muitas vezes de forma controversa, para conceder perdões presidenciais. Proclamações notáveis de perdão recentes incluem o perdão de Gerald Ford ao ex-presidente Richard Nixon (1974), o perdão de Jimmy Carter aos evasores do serviço militar da Guerra do Vietnã (Proclamação 4483, 1977) e a clemência de George W. Bush para a sentença de prisão de Scooter Libby (2007).
Embora menos significativas em termos de políticas públicas, as proclamações também são usadas cerimonialmente pelos presidentes para homenagear um grupo ou situação ou para chamar atenção a certos assuntos ou eventos. Por exemplo, George H. W. Bush emitiu uma proclamação para homenagear os veteranos da Segunda Guerra Mundial, e Ronald Reagan destacou a saúde ocular da nação ao proclamar a Semana Salve Sua Visão e emitiu a Proclamação 5497, que reconheceu a Semana Nacional do Teatro.